# Resolutie 1937 Veiligheidsraad Verenigde Naties
Resolutie 1937 van de Veiligheidsraad van de Verenigde Naties werd op 30 augustus 2010 unaniem aangenomen en verlengde het mandaat van de UNIFIL-vredesmacht in Zuid-Libanon met een jaar.

## Achtergrond
Na de Israëlische inval in Zuidelijk Libanon eind jaren 1970, stationeerden de Verenigde Naties de tijdelijke VN-macht UNIFIL in de streek. Die moest er de vrede handhaven totdat de Libanese overheid haar gezag opnieuw kon doen gelden.
In 1982 viel Israël Libanon opnieuw binnen voor een oorlog met de Palestijnse PLO. Midden 1985 begon Israël met terugtrekkingen uit het land, maar geregeld vonden nieuwe aanvallen en invasies plaats.
Op 12 juli 2006 brak een oorlog uit tussen Hezbollah uit Libanon en Israël die een maand zou duren.

## Inhoud
Libanon had gevraagd om de UNIFIL-vredesmacht – die al sinds 1978 ter plaatse was – nogmaals te verlengen. De Veiligheidsraad wilde dat zijn resolutie 1701 uit 2006 volledig werd uitgevoerd en riep de betrokken partijen hiertoe op. Men was dan ook zeer bezorgd over de ernstige schending ervan op 3 augustus. Het verbod op de verkoop en levering van wapens werd benadrukt, alsook het belang van respect voor de Blauwe Linie, die overigens duidelijk gemarkeerd moest worden.
De resolutie vroeg voorts dat de Blauwe Linie gerespecteerd zou worden en dat er een einde zou komen aan het geweld dat weer was opgelaaid. Zo had er op 3 augustus een vuurgevecht plaatsgevonden tussen het Libanese en het Israëlische leger. Libanon zei tevreden te zijn dat de vredesmacht op Libanees verzoek werd verlengd en verklaarde resolutie 1701 geheel te willen uitvoeren. Israël van zijn kant zei dat die uitvoering in het gedrang was doordat Hezbollah een wapenarsenaal opbouwde in de gedemilitariseerde zone tussen de Latani-rivier en de Blauwe Linie.
De Veiligheidsraad besloot het mandaat van UNIFIL te verlengen tot 31 augustus 2011. UNIFIL's samenwerking met het Libanese leger had een positief gevolg gehad voor Zuid-Libanon, en die samenwerking moest dan ook verder uitgebouwd worden. Men was ook tevreden over de inzet van een bijkomende Libanese brigade sinds 1 augustus. Alle partijen werden ten stelligste opgeroepen het geweld te staken en de Blauwe Linie te respecteren. Bij Israël werd er ook op aangedrongen dat het zich terug zou trekken uit het noorden van het dorp Ghajar. Tussen de Blauwe Linie en de Latani-rivier mochten zich geen soldaten of wapens ander dan die van UNIFIL of het Libanese leger bevinden.

## Verwante resoluties
- Resolutie 1899 Veiligheidsraad Verenigde Naties (2009)
- Resolutie 1934 Veiligheidsraad Verenigde Naties
- Resolutie 1965 Veiligheidsraad Verenigde Naties
- Resolutie 1994 Veiligheidsraad Verenigde Naties (2011)

Lijst ·  1908 ·  1909 ·  1910 ·  1911 ·  1912 ·  1913 ·  1914 ·  1915 ·  1916 ·  1917 ·  1918 ·  1919 ·  1920 ·  1921 ·  1922 ·  1923 ·  1924 ·  1925 ·  1926 ·  1927 ·  1928 ·  1929 ·  1930 ·  1931 ·  1932 ·  1933 ·  1934 ·  1935 ·  1936 ·  1937 ·  1938 ·  1939 ·  1940 ·  1941 ·  1942 ·  1943 ·  1944 ·  1945 ·  1946 ·  1947 ·  1948 ·  1949 ·  1950 ·  1951 ·  1952 ·  1953 ·  1954 ·  1955 ·  1956 ·  1957 ·  1958 ·  1959 ·  1960 ·  1961 ·  1962 ·  1963 ·  1964 ·  1965 ·  1966